# Дзвінкий язичковий фрикативний
Дзвінкий язичковий (увулярний) фрикативний, та язичковий апроксимант — типи приголосних звуків, що існують у деяких мовах. Символ Міжнародного фонетичного алфавіту для цих звуків — ʁ, а відповідний символ X-SAMPA — R.
Оскільки символ МФА може позначати і фрикативний і апроксимант, природа цього звука може бути зазначена додаванням відповідних діакритиків: вищої артикуляції для фрикативного: [ʁ̝], та нижчої артикуляції для апроксиманта: [ʁ̞].

## Властивості
Властивості дзвінкого язичкового фрикативного та язичкового апроксиманта:
- Тип фонації — дзвінка, тобто голосові зв'язки вібрують від час вимови.
- Спосіб творення — фрикативний або апроксимант, тобто один артикулятор наближається до іншого, утворюючи щілину, достатньо вузьку що спричиняє турбулентність (фрикативний), або недостатньо вузьку для спричинення турбулентності (апроксимант).
- Місце творення — язичкове, тобто він артикулюється задньою спинкою язика на язичку або поряд із ним.
- Це ротовий приголосний, тобто повітря виходить крізь рот.
- Це центральний приголосний, тобто повітря проходить над центральною частиною язика, а не по боках.
- Механізм передачі повітря — егресивний легеневий, тобто під час артикуляції повітря виштовхується крізь голосовий тракт з легенів, а не з гортані, чи з рота.